# 聖多美和普林西比國家足球隊
聖多美和普林西比足球代表隊是聖多美和普林西比的國家足球代表隊，由聖多美和普林西比足球協會管理，現時屬於國際足協及非洲足協成員國之一。聖多美和普林西比至今仍未參加過任何國際大賽的決賽週，無論在世界盃及非洲國家盃外圍賽階段從未取得過出線資格。

## 世界盃成績
- 1930年 - 1990年 - 沒有參賽
- 1994年 - 退出
- 1998年 - 沒有參賽
- 2006年 - 2006年 - 外圍賽出局
- 2010年 - 退出
- 2014年 - 2018年 - 外圍賽出局

## 非洲國家盃成績
- 1957年 至 1974年 - 屬於葡萄牙的一部分
- 1976年 至 1986年 - 不屬於非洲足球協會的一部分
- 1988年 至 1998年 - 沒有參賽
- 2000年 至 2002年- 外圍賽出局
- 2004年 - 退出
- 2006年 - 外圍賽出局
- 2008年 - 沒有參賽
- 2010年 - 退出
- 2012年 - 沒有參賽
- 2013年 至 2023年- 外圍賽出局